# Richlands (Virginie)
Pour les articles homonymes, voir Richlands.
Richlands est une municipalité américaine située dans le comté de Tazewell en Virginie. Selon le recensement de 2010, sa population est de 5 823 habitants.

## Géographie
Richlands est située dans la vallée de la Clinch, dans une région montagneuse du sud-ouest de la Virginie.
D'après le Bureau du recensement des États-Unis, la municipalité s'étend sur 5,77 milles carrés (14,94 km2), dont 0,05 mille carré (0,13 km2) d'étendues d'eau.

## Histoire
La région est appelée Rich lands (« terres riches ») en raison de sa fertilité depuis les années 1780. La ville de Richlands est fondée en 1888 par la Clinch Valley Coal and Iron Company, l'année précédant l'arrivée du Norfolk and Western Railway. Elle devient une municipalité en 1892.
Le centre historique de Richlands, qui comprend une centaine de bâtiments des années 1890 à 1930, est inscrit au Registre national des lieux historiques. Le quartier historique de Tazewell Avenue et la maison Williams, construite en 1890, sont également inscrits sur le registre.

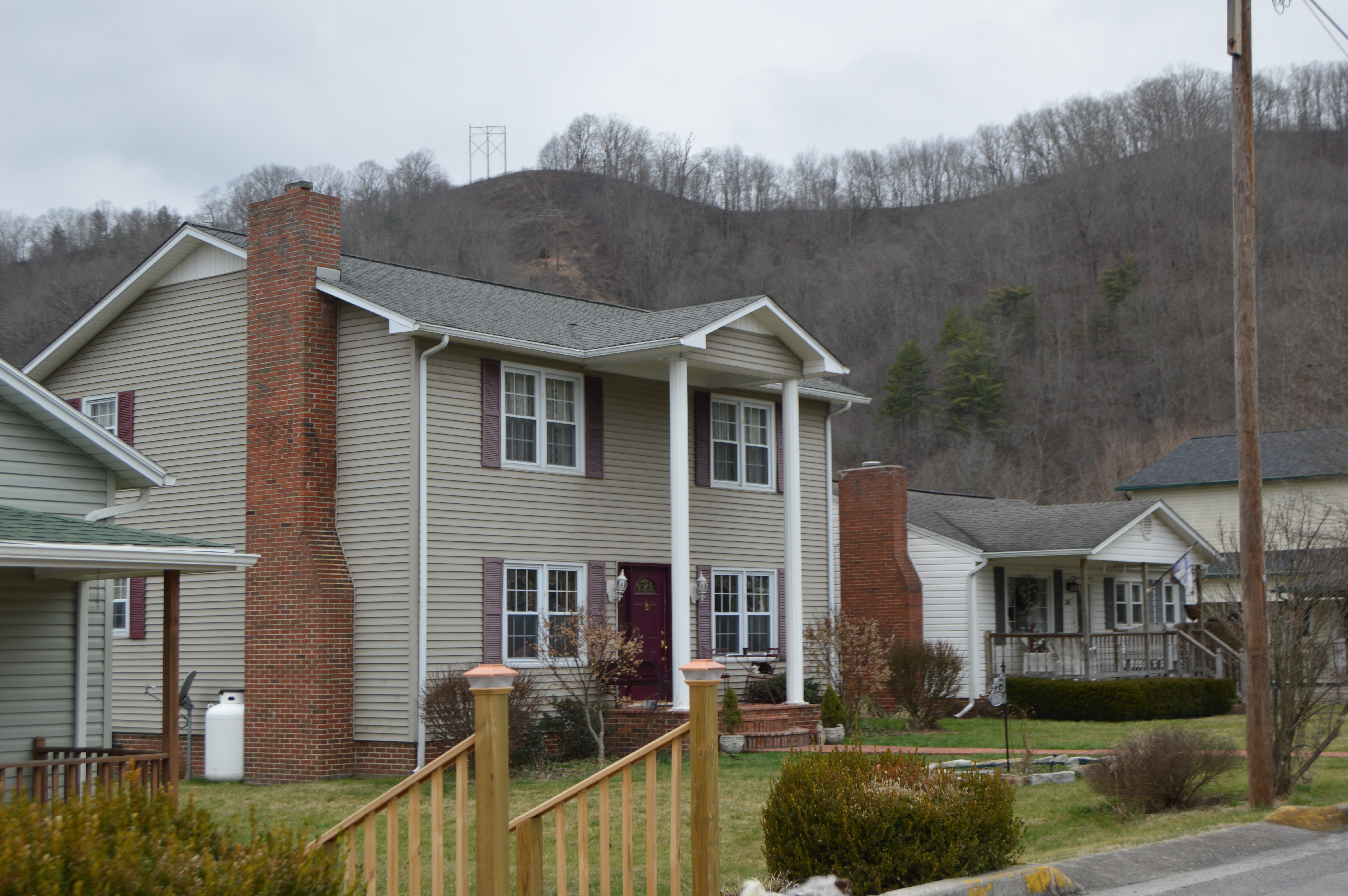
Le quartier de Tazewell Avenue.
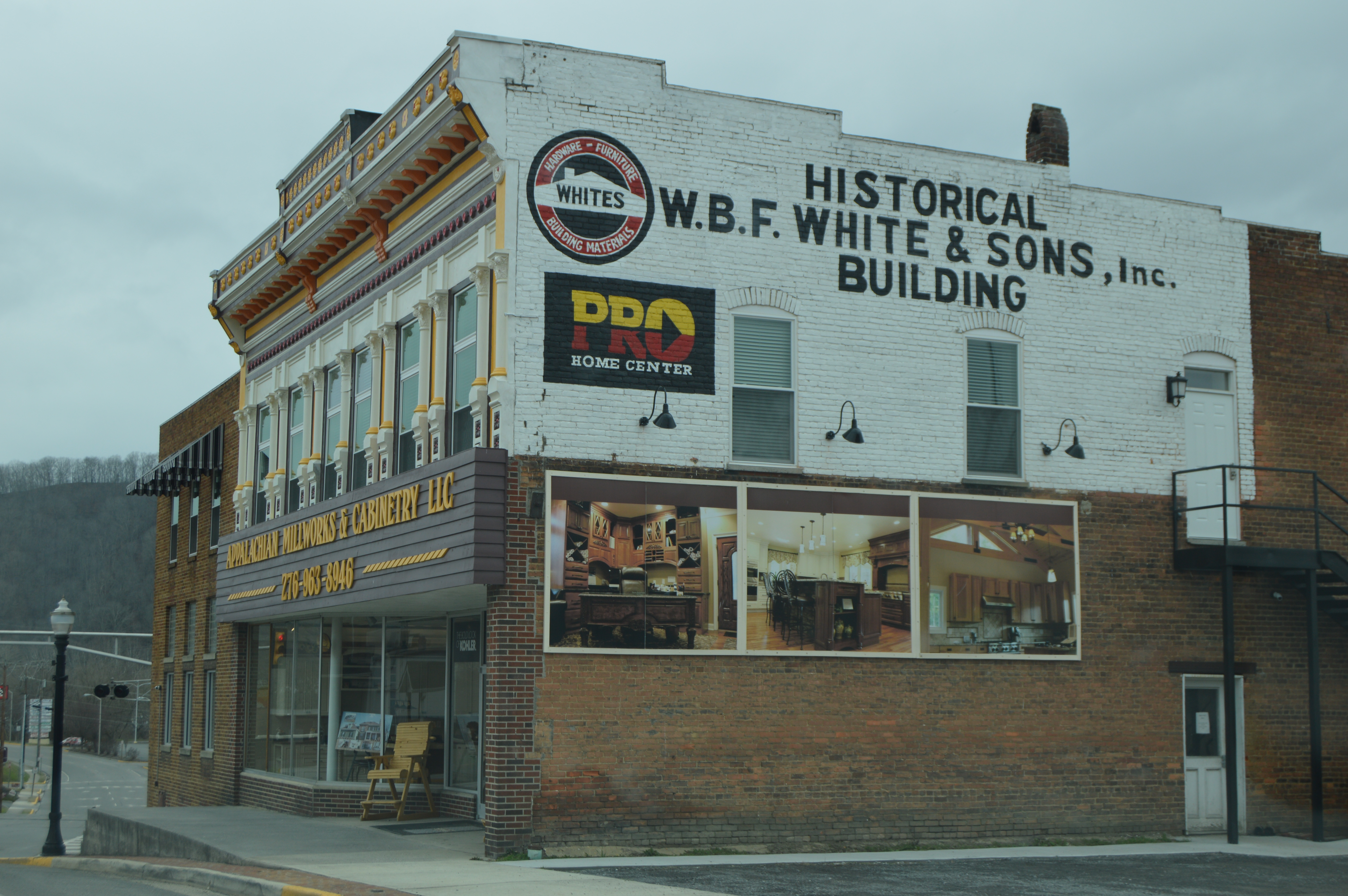
Le bâtiment W.B.F. White and Sons, dans le centre historique.
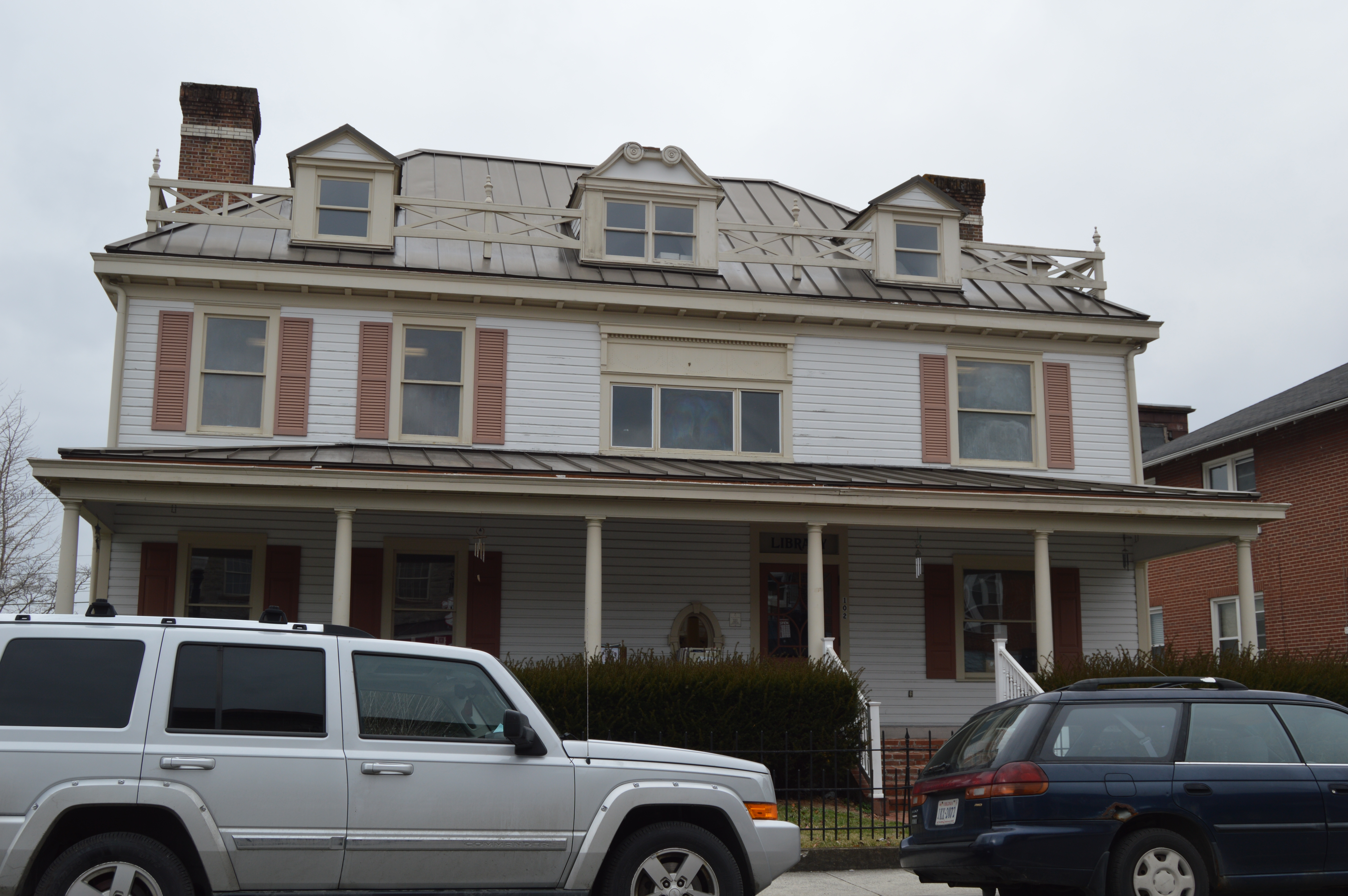
La Williams House.

## Démographie
La population de Richlands est estimée à 5 428 habitants au 1er juillet 2016, en baisse par rapport à 2010. Elle avait fortement augmenté entre 2000 et 2010 grâce à l'annexion de terres voisines.
| Groupe          | Richlands | Virginie | États-Unis |
| --------------- | --------- | -------- | ---------- |
| Blancs          | 97,8      | 70,0     | 76,9       |
| Métis           | 1,5       | 2,9      | 2,6        |
| Asiatiques      | 0,7       | 6,6      | 5,7        |
| Afro-Américains | 0,1       | 19,8     | 13,3       |

Le revenu par habitant était en moyenne de 19 935 dollars par an entre 2012 et 2016, largement inférieur à la moyenne de la Virginie (34 967 dollars) et à la moyenne nationale (29 829 dollars). Sur cette même période, 22,3 % des habitants de Richlands vivaient sous le seuil de pauvreté (contre 11,0 % dans l'État et 12,7 % à l'échelle des États-Unis).